# Vadena
Vadena (Pfatten in tedesco) è un comune italiano di 1 113 abitanti della provincia autonoma di Bolzano in Trentino-Alto Adige.

## Geografia fisica
Il territorio del comune si presenta allungato da nord verso sud e si trova ai piedi del Monte di Mezzo (Mitterberg) ad ovest e l'Adige ad est.
È situato sulla destra orografica dell'Adige, presso la confluenza Isarco-Adige, a pochi chilometri a sud di Bolzano e altrettanti a ovest di Laives e Bronzolo.
È bene collegata a Bolzano con una pista ciclabile (sull'argine dell'Adige e Isarco).
A sud confina con il comune di Ora e a ovest (oltre il Monte di Mezzo su cui giacciono i due laghi di Monticolo) con i comuni di Appiano e Caldaro (il territorio comunale va oltre la collina e tocca la sponda orientale del lago di Caldaro, già situato nell'Oltradige).
Il vecchio e stretto ponte di ferro ad un'unica carreggiata (1928), che collegava Vadena con la riva sinistra del fiume, venne smantellato nel 1999 e, dopo opportuno restauro, rimontato più a monte per far passare le ciclabile verso Bolzano dalla destra dell'Adige alla sua sinistra, che è contemporaneamente la destra dell'Isarco.
Al posto del vecchio ponte ne venne costruito un altro che, benché palesemente più largo, ricorda la forma del precedente.
A fianco del ponte è stato restaurato l'antico porto fluviale di Bronzolo e ricostruite alcune forme di imbarcazioni e una zattera usate nei tempi passati.
Il borgo storico ospita il municipio, la scuola materna e i campi sportivi.
La nuova zona di espansione (una decina di condomini) si trova leggermente più a est, tra l'Autostrada A22 e l'Adige.
Verso sud si trova Castel Varco (in tedesco Laimburg), che ospita la scuola provinciale di agraria per la formazione professionale nonché il centro sperimentale agrario provinciale "Laimburg".
Da queste case parte una ripida strada provinciale che oltrepassa il passo di Novale al Varco (Kreither Sattel), portando al lago di Caldaro.
Lungo la provinciale che attraversa il comune si trovano dei gruppi di case: Birti (verso sud) e Mover (Mayrhöfe, a nord del borgo).
Dal centro storico e dai Mayrhöfe partono dei sentieri molto ripidi che superano i 200-300 metri di dislivello e, oltrepassato il varco sotto le due colline (Kleiner Priol - Col Priòl), portano al lago grande di Monticolo.

## Origini del nome
Il toponimo è attestato come Uatina nell'855-864, come Pfatena nel 1242 e come Pfetten nel 1296 e probabilmente ha un'origine preromana, ma è stata proposta anche una derivazione dal latino patina ("piatto") o vadum ("guado").

## Storia
Agli inizi del XX secolo il comune di Vadena rappresentava l'unico luogo dove i latifondisti trentini riuscirono ad acquistare terre coltivabili, terre sottratte all'Adige. Nel censimento del 1880, la maggioranza della popolazione era di lingua italiana (trentini), alcuni di origine cimbra (Karl Nicolussi-Leck). Vadena rappresentava quindi un primo enclave trentino in terra germanofona sia per quanto riguarda il profilo sociale che nazionale.

### Stemma
Lo stemma è troncato d'argento e di verde con una sottile fascia argentea sotto la divisione. Nella prima parte è raffigurato, in posizione centrale, un verde monte con le rovine di una torre; ai lati due mezzi monti più alti. Nella seconda è rappresentata una sottile fascia ondata d'argento. Lo stemma simbolizza la posizione geografica del comune: le rovina della torre raffigurano il Castel Varco, i due monti rappresentano il Monte di Mezzo, la sottile fascia l'Autostrada A22 e quella ondata il fiume Adige. Lo stemma è stato concesso nel 1969.

## Monumenti e luoghi d'interesse

### Architetture religiose
- Chiesa di Santa Maria Maddalena

### Architetture militari
Presso il passo di Novale si trova il rudere di Castel Varco (Laimburg), a meridione, sulla sommità del promontorio sorge Castelchiaro (Leuchtenburg), così chiamato forse per il colore bianco della calce di cui era un tempo, rivestito.

### Architetture civili
- A Stadelhof, dal 1938 si trovò fino negli anni '90 del Novecento il centro psichiatrico provinciale.[11]
- Porto di Vadena (archeologia). A valle di Maso Stadio (Stadelhof) sorgeva il porto sul fiume Adige, gli argini e le banchine d'attracco erano costruite utilizzando grossi massi squadrati di porfido (roccia locale) visibili tuttora vicino l'antiquarium della scuola agraria, ma altri sono tuttora interrati. Il porto risale alla secolare presenza dei Reti in regione (età del ferro), segue il riutilizzo della struttura in epoca romana e solo nell'alto medioevo conobbe il declino per interramento. Il porto rappresentò per quei tempi un crocevia di culture europee, qui passarono gli etruschi, i Veneti ed i Celti.[12] In questa zona, conosciuta fra gli archeologi, cercarono anche Paolo Orsi, Ettore Ghislanzoni, Reimo Lunz, Georg Innerebner ed altri ancora. I numerosi reperti si trovano sparsi in vari musei, Milano, Antiquarium, Bolzano ma soprattutto ad Innsbruck presso il Museo Ferdinandeum. Qui si trova il famoso monolito più noto come "Architrave di Vadena" dove è stata incisa una lettera ancora misteriosa per la scrittura retoetrusca del tempo. L'arte orafa degli artigiani del posto era sopraffine, considerando che provenivano dai numerosi castellieri (villaggi fortificati) del Monte di Mezzo (Mitterberg).

## Società

### Ripartizione linguistica
È uno dei sei comuni a maggioranza italofona della Provincia di Bolzano (gli altri sono Bolzano, Laives, Bronzolo, Salorno e Merano):
| Ripartizione linguistica | 1971   | 1981   | 1991   | 2001   | 2011   | 2024   |
| ------------------------ | ------ | ------ | ------ | ------ | ------ | ------ |
| Madrelingua italiana     | 55,96% | 52,33% | 57,87% | 57,09% | 61,50% | 61,52% |
| Madrelingua tedesca      | 44,04% | 47,11% | 41,69% | 42,40% | 38,06% | 38,14% |
| Madrelingua ladina       | 0,00%  | 0,56%  | 0,44%  | 0,51%  | 0,44%  | 0,34%  |

Secondo il censimento del 1880 abitavano a Vadena 377 italiani e 60 tedeschi.

### Evoluzione demografica
Abitanti censiti

## Economia
L'economia locale si basa sull'attività agricola. La maggior parte delle persone lavora nei comuni limitrofi e nel capoluogo provinciale, facendo di Vadena una sorta di "quartiere dormitorio".
Dal 2008 nel territorio comunale sorge il Safety Park, un vero e proprio circuito automobilistico permanente sviluppato su differenti tracciati e superfici, deputato a ospitare corsi di guida sicura, eventi sportivi (quali gare di karting, supermotard, motocross e minimoto) e collaudi di autoveicoli (a titolo d'esempio, nel 2013 vi furono testati i blindati Lince prodotti dall'Iveco Defense Vehicles nella vicina Bolzano). Nel dicembre 2020 il circuito ha ospitato una edizione della gara podistica BOclassic, disputata di norma nel centro storico di Bolzano, ma allontanata dalle vie cittadine per evitare assembramenti durante la pandemia di COVID-19.

## Amministrazione
| Periodo | Periodo | Primo cittadino  | Partito                 | Carica  | Note |
| ------- | ------- | ---------------- | ----------------------- | ------- | ---- |
| 2005    | 2020    | Alessandro Beati | lista civica per Vadena | Sindaco |      |
| 2020    |         | Elmar Oberhofer  | SVP                     | Sindaco |      |